# Camille Claudel, 1915
Camille Claudel, 1915 (fr. Camille Claudel 1915) – francuski dramat biograficzny z 2013 roku w reżyserii Bruno Dumonta. Scenariusz filmu powstał na podstawie listów rodzeństwa Camille i Paula Claudelów. Zdjęcia kręcono w klasztorze Saint-Paul-de-Mausole w Saint-Rémy-de-Provence oraz w opactwie Saint-Michel de Frigolet w Tarascon (departament Delta Rodanu).

## Obsada
- Juliette Binoche jako Camille Claudel
- Jean-Luc Vincent jako Paul Claudel
- Robert Leroy jako lekarz
- Emmanuel Kauffman jako ksiądz
- Marion Keller jako pani Blanc
- Armelle Leroy-Rolland jako siostra zakonna

i inni.